# 拉比希尼亞
拉比希尼亞是哥倫比亞的城鎮，位於該國西部，由里薩拉爾達省負責管轄，距離首府佩雷拉30公里，始建於1959年11月28日，面積34平方公里，海拔高度922米，2005年人口30,095。
4°55′N 75°50′W / 4.917°N 75.833°W